# BODY/ボディ
『BODY/ボディ』（Body of Evidence）は、1993年のアメリカ映画。
主演であるマドンナの写真集『SEX』、アルバム『エロティカ』と三位一体をなす作品として公開された。
マドンナは、ジェニファー・リンチの監督作である『ボクシング・ヘレナ』のオファーを蹴ってこちらに出演したが、ラジー賞最低主演女優賞を受賞してしまった（ただし『ボクシング・ヘレナ』も、監督のジェニファー・リンチが第14回ゴールデンラズベリー賞で最低監督賞を受賞してしまうなど、評価は散々であった）。

## ストーリー
大富豪の老人、アンドリュー・マーシュが心臓発作で亡くなった。現場には過激なセックスを録画したビデオカメラとSM用具が散乱し、遺体の手足は手錠でつながれており、ビデオの映像にはマーシュの愛人のレベッカ・カールソンが映し出されていた。
検察側は心臓病と知りながら過激なセックスを強いてレベッカが殺害した疑いがあると取り上げる。そのことで国選弁護人としてフランクがレベッカの弁護を任される。妻子持ちで順風満帆な家庭を築いていたフランクであったが、調査を進めていくうちに次第にレベッカの誘惑の毒牙に掛かっていき、次第にその性奴隷と化していく。

## R指定版
2002年に本国でDVD化された際、劇場公開版に無かったシーンで新たに編集しなおしたR指定版が通常版とともに発売されている。日本では通常盤のみ発売されているが、CS放送などではR15バージョンが放送されることがある。2018年発売の米国版Blu-rayにはSD画角の特典映像としてR指定版が収録されている。

## キャスト
| 役名                 | 俳優                 | 日本語吹替 | 日本語吹替   | 日本語吹替 |
| 役名                 | 俳優                 | VHS版      | テレビ朝日版 |            |
| -------------------- | -------------------- | ---------- | ------------ | ---------- |
| レベッカ・カールソン | マドンナ             | 戸田恵子   | 小山茉美     |            |
| フランク・デュラニー | ウィレム・デフォー   | 佐古正人   | 牛山茂       |            |
| ロバート・ギャレット | ジョー・マンテーニャ | 簗正昭     | 荒川太郎     |            |
| ジョアン・ブラズロー | アン・アーチャー     | 駒塚由衣   |              |            |
| シャロン・デュラニー | ジュリアン・ムーア   | 一柳みる   | 幸田直子     |            |
| ジェフリー・ロストン | フランク・ランジェラ | 桑原たけし | 黒沢良       |            |
| アラン・ペイリー     | ユルゲン・プロホノフ | 小川真司   | 千田光男     |            |
| マッカーディ         | チャールズ・ハラハン | 有本欽隆   |              |            |
| リース刑事           | マーク・ロルストン   | 牛山茂     | 石塚運昇     |            |
| グリフィン刑事       | リチャード・リール   | 掛川裕彦   |              |            |
| チャールズ・ビッグス | スタン・ショウ       | 島香裕     | 長島雄一     |            |
| ゲイブ               | ジェフ・ペリー       | 荒川太郎   |              |            |
| バーナム判事         | リリアン・リーマン   | 山田礼子   | 谷育子       |            |

- テレビ朝日版：初回放送1995年3月12日『日曜洋画劇場』

『魅惑の女シリーズ』第二弾として放映。本編中の過激なSMシーンやSEXシーンは一部カットして放送された。